# Фрид-Банфальви, Клара
Клара Фрид-Банфальви (венг. Klára Fried-Bánfalvi; 9 мая 1931, Будапешт — 15 июля 2009, Вена) — венгерская гребчиха-байдарочница, выступала за сборную Венгрии в конце 1940-х — начале 1960-х годов. Участница двух летних Олимпийских игр, бронзовая призёрка Олимпийских игр в Риме, чемпионка мира, обладательница двух бронзовых медалей чемпионата Европы, победительница многих регат национального и международного значения.

## Биография
Клара Фрид-Банфальви родилась 9 мая 1931 года в Будапеште, имеет еврейское происхождение. Активно заниматься греблей начала в возрасте четырнадцати лет сразу по окончании Второй мировой войны. Проходила подготовку в столичных спортивных клубах «Электромош» и «Уйпешти».
Первого серьёзного успеха на взрослом международном уровне добилась уже в сезоне 1948 года, когда попала в основной состав венгерской национальной сборной и благодаря череде удачных выступлений удостоилась права защищать честь страны на летних Олимпийских играх в Лондоне — на тот момент ей было всего лишь семнадцать лет. Стартовала здесь в зачёте одиночных байдарок на дистанции 500 метров и, несмотря на юный возраст, смогла дойти до финала, где финишировала четвёртой, остановившись в шаге от призовых позиций.
В 1954 году Фрид-Банфальви одержала победу на чемпионате мира во французском Маконе, вместе с напарницей Хильдой Пинтер обогнала на пятистах метрах всех своих соперниц и завоевала тем самым золотую медаль. В 1959 году побывала на чемпионате Европы в немецком Дуйсбурге, откуда привезла награду бронзового достоинства, выигранную в одиночках на пятистах метрах. Будучи в числе лидеров гребной команды Венгрии, благополучно прошла квалификацию на Олимпийские игры 1960 года в Риме — на сей раз в зачёте одиночных байдарок заняла в финале пятое место, тогда как в двойках в паре с партнёршей Вильмой Эгреши стала третьей и взяла бронзу — на финише её обошли только экипажи из СССР и Объединённой германской команды.
После римской Олимпиады Клара Фрид-Банфальви ещё в течение некоторого времени оставалась в основном составе венгерской национальной сборной и продолжала принимать участие в крупнейших международных регатах. Так, в 1961 году она выступила на европейском первенстве в польской Познани, где стала бронзовой призёркой в программе байдарок-четвёрок на полукилометровой дистанции.
В 1965 году решила завершить спортивную карьеру и перешла на тренерскую работу. Начиная с 1968 года проживала в Австрии, управляла рестораном, работала на радио. Умерла 15 июля 2009 года в Вене в возрасте 78 лет.